# 2000, avenue de l'océan
2000, avenue de l'océan (2000 Malibu Road) est un feuilleton télévisé américain en six épisodes de 42 minutes, créé par Terry Louise Fisher, produit par Aaron Spelling, et diffusé du 23 août au 9 septembre 1992 sur le réseau CBS.
En France, la série a été remontée sous la forme de deux téléfilms de 90 minutes et diffusée les 21 et 28 août 1997 sur TF1. Rediffusion les 19 juillet 2001 et 20 juillet 2001, puis les 15 septembre 2003 et 16 septembre 2003 sur TF1.

## Distribution
- Lisa Hartman : Jade O'Keefe
- Drew Barrymore (VF : Virginie Ledieu) : Lindsay Rule
- Jennifer Beals (VF : Martine Irzenski) : Perry Quinn
- Tuesday Knight : Joy Rule
- Brian Bloom : Eric Adler
- Scott Bryce (en) : Scott Sterling
- Michael T. Weiss : Roger Tabor
- Ron Marquette : Sgt. Joe Munoz
- Robert Foxworth : Hal Lanford
- Constance Towers : Camilla
- Mitch Ryan : Porter

## Épisodes
Les six épisodes, sans titre, sons numérotés de un à six.